# Permission To Fly
Permission to Fly (en español: Permiso para volar) es el segundo álbum de estudio de la cantautora estadounidense Jordan Pruitt. El 22 de julio el álbum fue puesto en venta en versión limitada y sólo en septiembre el álbum fue lanzado en iTunes. El 26 de agosto de 2008, el álbum se lanzó físicamente. El estreno mundial del álbum fue transmitida por Radio Disney el 19 de julio de 2008. Por razones que se desconocen el disco fue retirado de iTunes el 19 de septiembre de 2008.

## Lista de canciones
1. "One Love" (Leah Haywood, Daniel James, Shelly Peiken)– 3:02
2. "My Shoes" (Arnthor Birgission & Savan Kotecha) – 3:04
3. "In Love for a Day" (Antonina Armato, Tim Jones, Jordan Pruitt) – 3:29
4. "Boyfriend" (Antonina Armato, Tim James, Jordan Pruitt) – 3:35
5. "Unconditional" (David Kopatz, Ben Dunk, Angie Irons) – 4:45
6. "I'm Gone" (Adam Watts, Andy Dodd, Jordan Pruitt) – 2:41
7. "Simple Things" (Leah Haywood, Daniel James) – 2:48
8. "Permission to Fly" (Aristeidis Archontis, Jeannie Lurie Chen Neeman) – 3:15
9. "The Way You Do the Things You Do" (Smokey Robinson, Robert Rogers) – 2:56
10. "Secrets" (Antonina Armato, Tim James, Jordan Pruitt) – 3:13
11. "I Wanna Go Back" (Adam Watts, Andy Dodd, Jordan Pruitt) – 3:21
12. "Always" (Antonina Armato, Tim James, Jordan Pruitt, Sean Hurley) – 4:23